# Symphonie no 2 de Mahler
Résurrection
Pour les articles homonymes, voir Symphonie no 2.
 (mars 2019).
La Symphonie no 2 en ut mineur « Résurrection » de Gustav Mahler est une symphonie composée entre 1888 et 1894. Elle partage le style monumental des Première et Troisième Symphonies. Le vaste finale avec chœur et solistes vocaux la situe dans la lignée de la Neuvième Symphonie de Beethoven. C'est l’une des œuvres les plus populaires de Mahler.
Une exécution dure environ quatre-vingts minutes ; elle est en cinq mouvements :
1. Allegro maestoso [Totenfeier]
2. Andante moderato
3. [Scherzo]. In ruhig fließender Bewegung — attacca :
4. « Urlicht ». Sehr feierlich, aber schlicht
5. Im Tempo des Scherzos. Wild herausfahrend

## Fiche technique
- Titre : Symphonie no 2 en ut mineur
  - Surnom : Résurrection (en allemand Auferstehung ou Auferstehungssinfonie), non mentionné sur la partition
- Composition : De 1888 à 1894
- Durée : 70 à 80 minutes environ
- Premières exécutions :
  - les trois premiers mouvements : Berlin, 4 mars 1895. Orchestre philharmonique de Berlin, dirigé par le compositeur,
  - la symphonie complète : Berlin, 13 décembre 1895. Orchestre philharmonique de Berlin, dirigé par le compositeur.
- Publication : 1897

### Orchestration
Mahler a requis une disposition particulière des instrumentistes : un orchestre est sur scène et un ensemble de cuivres et de percussions joue depuis les coulisses.
Pour la section des cordes, Mahler prescrit « le plus large contingent possible » de violons I et II, d'altos, de violoncelles et de contrebasses (certaines avec une corde de do).
La Symphonie « Résurrection » est l’une des quatre symphonies de Mahler utilisant des voix : une contralto chante l’Urlicht, et le final requiert une soprano, la contralto et un chœur.
| Instrumentation de la Symphonie no 2 |
| Bois |
| 1 piccolo, 4 flûtes (les 4 également piccolos), 4 hautbois (3e et 4e aussi cors anglais 1 et 2), 3 clarinettes en si bémol ou en do (3e également clarinette basse en si bémol), 2 clarinettes en mi bémol (2e également 4e clarinette en si bémol ou en do), 3 bassons, 1 contrebasson |
| Claviers |
| 1 orgue |
| Cuivres |
| 10 cors en fa (dont 4 en coulisse) 10 trompettes en fa (dont 4 en coulisse), 4 trombones, 1 tuba contrebasse |
| Percussions |
| 2 timbaliers jouant 4 timbales chacun (dont 1 en coulisse), 2 grosse caisses (dont 1 en coulisse), 2 jeux de cymbales frappées, cymbale suspendue (dont 1 en coulisse), 2 tam-tams, 2 triangles (dont 1 en coulisse), 1 glockenspiel, 1 carillon tubulaire et une caisse claire         |
| Cordes |
| premiers violons, seconds violons, altos, violoncelles, contrebasses, harpes |

## Histoire

### Composition
Mahler compose d’abord en 1888 un poème symphonique intitulé Todtenfeier (Cérémonie funéraire), d’après un poème épique d'Adam Mickiewicz ; achevé le 10 septembre, il sera remanié pour devenir le premier mouvement. La direction de l’Opéra royal de Budapest lui laissant peu de temps pour la composition, il n’abordera les mouvements suivants que cinq ans plus tard. En 1891, il devient directeur de l’Opéra municipal de Hambourg ; en octobre, il joue au piano sa composition au grand chef Hans von Bülow, qui la rejette absolument et déclare : « Si ce que j’ai entendu est de la musique, alors je ne comprends plus rien à la musique ! En comparaison de ce que je viens d’entendre, Tristan me fait l’effet d’une symphonie de Haydn. »
Pendant l’été 1893, il commence la composition des deux mouvements suivants, plus courts, et met l’ouvrage de côté dans l’attente de l'inspiration pour l’achever par un morceau adéquat.
En 1894, assistant aux obsèques d’Hans von Bülow, Mahler entend l’ode de Friedrich Gottlieb Klopstock Aufersteh’n (Ressusciter), qui lui laisse une impression telle qu’il décide de conclure sa symphonie par un long mouvement choral basé sur ce poème, et qui ferait pendant aux angoisses exprimées par le premier. Entre ces deux longs morceaux, les deux mouvements déjà composés, auxquels s’ajoute un chant tiré de son cycle de Lieder Des Knaben Wunderhorn, fourniront une transition.
Il rédigea un programme à l’intention de son cercle d’amis, sans vouloir qu’il fût communiqué au public, ce qui est pourtant souvent fait aujourd’hui. Dans son esprit, le premier mouvement représente des funérailles – celles du « Titan » de la Première Symphonie, qui trouve ici son aboutissement –, et exprime l’interrogation existentielle de la résurrection : la vie et la mort ont-elles un sens, et y a-t-il une vie après la mort ? Le second mouvement est un rappel des moments heureux de la vie du défunt, le troisième exprime la perte de la foi sur un mode cruel et ironique, et le quatrième la renaissance de la foi naïve et pure (« Je viens de Dieu et veux retourner à Dieu »). Le cinquième mouvement voit le Jugement dernier, la réalisation de l’amour de Dieu et la proclamation de la résurrection et de la vie éternelle (« Je mourrai pour vivre… Ce que tu as vaincu te portera vers Dieu ! »).
La partition sera plusieurs fois révisée jusqu’en 1909.

### Création
Grâce à l’entregent de Richard Strauss, les trois premiers mouvements sont créés à Berlin le 4 mars 1895, par l'Orchestre philharmonique de Berlin dirigé par Mahler lui-même. La salle était à moitié vide et la critique musicale protesta contre ce « pathos bruyant et pompeux » et des « dissonances atroces ».
L’aide de deux mécènes hambourgeois permit au compositeur et à l’orchestre d’organiser une exécution des cinq mouvements le 13 décembre de la même année. Bien que le faible nombre de réservations forçât à distribuer de nombreux billets d’entrée gratuits, la réaction du public fut enthousiaste et l’œuvre fut saluée par Arthur Nikisch, Felix Weingartner et Engelbert Humperdinck.

### Réception
Claude Debussy quitta ostensiblement la salle lors de la première parisienne, et déclara : « Ouvrons l'œil (et fermons l’oreille)… Le goût français n’admettra jamais ces géants pneumatiques à d’autre honneur que de servir de réclame à Bibendum. »
Elle symbolise dans la seconde moitié du XXe siècle, à l’instar des autres œuvres du compositeur, une certaine modernité pour de nouvelles générations de chefs, qui redécouvrent Mahler après un long purgatoire. C’est avec elle que le jeune Claudio Abbado choisit de faire ses débuts au Festival de Salzbourg en 1965, et Simon Rattle embrasse la carrière de chef d’orchestre par une exécution de la symphonie lors de ses études.

## Analyse
Le premier et le dernier mouvement, durant respectivement une vingtaine et une trentaine de minutes, sont deux grandes fresques qui encadrent la symphonie. Le pivot est fourni par les trois mouvements centraux, des épisodes plus courts et de caractère très différent.

### Allegro maestoso
Le premier mouvement est un Allegro maestoso.
Il s’agit d’une marche vaguement basée sur la forme sonate, en do mineur comme le modèle du genre, la Marcia funebre de la Symphonie héroïque de Beethoven. Elle est construite sur le contraste, qui traverse toute l’œuvre de Mahler, entre des passages éclatants, tourmentés et violents, ici frappés comme une marche funèbre, et d’autres de renoncement profonds et douloureux. Le mouvement se termine dans le silence du tombeau.

### Andante moderato
Le deuxième mouvement est un Andante moderato noté « Sehr gemächlich. Nie eilen » (« Très modéré. Ne jamais se presser. »). Le long premier mouvement est si violent et contraste si profondément avec celui-ci que Mahler demande dans la partition qu’une pause d’au moins cinq minutes ait lieu entre les deux. Cette indication est rarement respectée.
Il commence par un Ländler de style gracieux, détendu et rayonnant. Ce début est exposé (en la bémol majeur) par les cordes. Lui succède un second épisode, en triolets (en sol dièse mineur), d’atmosphère un rien plus sombre. Le premier épisode est ensuite réexposé, accompagné d’un contre-chant des violoncelles dont Mahler était particulièrement fier.

### In ruhig fließender Bewegung
Le troisième mouvement est noté « In ruhig fließender Bewegung » (« En un mouvement tranquille et coulant »). C'est un scherzo basé sur Des Antonius von Padua Fischpredigt, l'un des Lieder de Mahler dans Des Knaben Wunderhorn, qui narre de manière grinçante le prêche aux poissons de saint Antoine de Padoue.
Une série de couples de coups de timbales introduisent decrescendo le rythme du mouvement, sur lequel les cordes et les vents jouent une mélodie de caractère léger, mais tordue et aigrie jusqu’à la grimace. Mahler y mêle le grotesque et la tragédie pour mieux souligner la vacuité supposée de toute chose et faire du mouvement une étape « négative » dans le déroulement de la symphonie. Un tutti frissonnant conclut le mouvement.
On retrouve dans ce mouvement un thème inspiré du Scherzo de la Symphonie n°1 en Mi majeur (1878-1880) d'Hans Rott.

### Urlicht
Le quatrième mouvement, Urlicht (Lumière originelle), noté « Sehr feierlich aber schlicht. Choralmäßig » (« Très solennel, mais sobre. Comme un choral »), est un chant pour contralto basé sur le Lied du même nom dans Des Knaben Wunderhorn.
Il est de caractère solennel et intemporel, et Mahler requérait que la contralto le chantât « comme un enfant au paradis ». La voix humaine occupe le premier plan, notamment soutenue par une sorte de fanfare douce et contenue des cuivres.
Le texte est celui du Volkslied (chant populaire) Urlicht, recueilli dans le volume II de Des Knaben Wunderhorn :
« O Röschen rot!
Der Mensch liegt in größter Not!
Der Mensch liegt in größter Pein!
Je lieber möcht' ich im Himmel sein.
—
Da kam ich auf einen breiten Weg:
Da kam ein Engelein und wollt' mich abweisen.
Ach nein! Ich ließ mich nicht abweisen!
Ich bin von Gott und will wieder zu Gott!
Der liebe Gott wird mir ein Lichtchen geben,
Wird leuchten mir bis in das ewig selig Leben! »
———
« Oh petite rose rouge !
L’Homme gît dans la misère !
L’Homme gît dans la douleur !
J’aimerais plutôt être au Ciel.
—
Je suis arrivé sur une large route :
Un angelot est venu qui voulait m’en détourner.
Ah non ! Je ne m’en laissai pas détourner !
Je viens de Dieu et veux retourner à Dieu !
Le Dieu bien-aimé me donnera une petite lumière
Qui m’éclairera jusqu’à la bienheureuse vie éternelle !

### Im Tempo des Scherzos
Le cinquième et dernier mouvement est noté « In Tempo des Scherzos » (« Dans le tempo du scherzo »).
Comme celui de la Première Symphonie, ce final est introduit par une explosion fortissimo aux cymbales libérant une courte fanfare, qui évoque également le début du Presto de la Neuvième Symphonie de Beethoven. Lui succède un premier épisode ouvert par l’annonce de la résurrection et le Dies Iræ par les cuivres ; un récitatif très travaillé aux cordes, qui sera plus tard repris par les contraltos, souligne la fragilité et l’angoisse de la condition humaine. Les cuivres reprennent ensuite le thème de la résurrection avant de gagner en puissance pour déboucher sur un premier climax triomphant et exalté. Un nouveau déchaînement de fureur exprimé par les hurlements des cuivres et le martèlement de timbales et de fouets, qui se résout par une marche où une fanfare des cuivres est soutenue par un contre-chant des cordes, marque la résurrection des corps et leur procession sans fin. Après un nouveau climax, le silence s’établit.
Le chœur, a cappella et triple pianissimo, bientôt rejoint par la soprano, entonne l’hymne de la résurrection, avant que la contralto ne chante à son tour les vers de Mahler. Le thème de la résurrection est repris par les ténors et basses, qui dialoguent ensuite avec les sopranos et contraltos pour mener l’annonce finale de la résurrection dans un glorieux triple fortissimo, auquel se joignent l’orgue et les cloches.
Le texte est composé de huit vers de l’ode Aufersteh’n de Friedrich Gottlieb Klopstock, et le reste est de la main de Mahler lui-même :
« Aufersteh'n, ja aufersteh'n wirst du,
mein Staub, nach kurzer Ruh'!
Unsterblich Leben! Unsterblich Leben
will der dich rief dir geben!
—
Wieder aufzublüh'n wirst du gesät!
Der Herr der Ernte geht
und sammelt Garben
uns ein, die starben! »
——
« O glaube, mein Herz, o glaube,
es geht dir nichts verloren!
Dein ist, ja dein, was du gesehnt,
dein was du geliebt,
was du gestritten!
—
O glaube,
du warst nicht umsonst geboren!
Hast nicht umsonst gelebt,
gelitten!
—
Was entstanden ist,
das muss vergehen!
Was vergangen, aufersteh’n!
Hör' auf zu beben!
Bereite dich zu leben!
—
O Schmerz! Du Alldurchdringer!
Dir bin ich entrungen!
O Tod! Du Allbezwinger!
Nun bist du bezwungen!
—
Mit Flügeln, die ich mir errungen,
in heißem Liebesstreben,
werd' ich entschweben
zum Licht, zu dem kein Aug' gedrungen!
—
Sterben werd' ich, um zu leben!
—
Aufersteh'n, ja aufersteh'n wirst du,
mein Herz, in einem Nu!
Was du geschlagen
zu Gott wird es dich tragen! »
- Chœur et soprano :

Lève-toi, oui, tu te lèveras à nouveau,
Ma poussière, après un court repos !
La vie éternelle,
Celui qui t'a appelée va te la donner.
Tu es semée pour fleurir à nouveau.
Le seigneur de la récolte marche à grands pas
Et rassemble les gerbes.
- Alto :

Oh, crois, mon cœur, crois :
Rien ne sera perdu !
Ce que tu as désiré est à toi !
À toi, ce que tu as aimé, ce pour quoi tu t'es battu !
- Soprano :

Oh, crois : tu n'es pas né en vain !
Tu n'as pas vécu,
Souffert pour rien !
- Chœur et alto :

Ce qui est né doit disparaître !
Ce qui a disparu doit renaître !
Arrête de trembler !
Prépare-toi à vivre !
- Soprano et alto :

Oh, douleur ! toi qui pénètres tout,
Je suis arraché à toi.
Oh, mort ! toi qui conquiers tout,
Tu es vaincue enfin !
Avec les ailes que j'ai gagnées
Dans une lutte ardente pour l'amour,
Je m'élèverai
Vers une lumière qu'aucun œil n'a jamais vue !
- Chœur :

Avec les ailes que j'ai gagnées,
Je m'élèverai !
Je vais mourir pour vivre !
Lève-toi, oui, tu te lèveras à nouveau,
Mon cœur, en un clin d'œil !
Ce que tu as vaincu
À Dieu te portera !

## Publications
L'œuvre fut d'abord publiée en 1897 par Friedrich Hofmeister. Les droits furent transférés à Josef Weinberger peu de temps après, et enfin à Universal Edition, qui publia une deuxième édition de la symphonie en 1910. Une troisième édition fut publiée en 1952, et une quatrième édition critique en 1970, les deux par Universal Edition. Dans le cadre de la nouvelle édition critique complète des symphonies de Mahler entreprise par la société Gustav Mahler, une nouvelle édition critique de la Deuxième Symphonie a été publiée grâce à un accord entre Universal Edition et la Fondation Kaplan. L'exécution en première mondiale de cette version eut lieu le 18 octobre 2005 au Royal Albert Hall de Londres avec Gilbert Kaplan (en) dirigeant le Royal Philharmonic Orchestra.
Les reproductions des éditions antérieures ont été publiées par Dover et par Boosey & Hawkes. En 1986, la Fondation Kaplan publia une vaste édition en fac-similé avec des matériaux supplémentaires.

## Discographie
Cette discographie sélective réunit quelques enregistrements particulièrement connus ou dirigés par de grands mahlériens. Les noms indiqués sont respectivement ceux du chef, de l'orchestre, de la soprano et de la contralto.
- Oskar Fried (1923 ou 1924), Berliner Staatsopernorchester, Gertrud Bindernagel, Emmi Leisner. Réédition Naxos Historical, 2001. Oskar Fried dirigea la symphonie en 1905 sous la supervision de Mahler, il exécute en 1923 ou 1924 (la date exacte n'est pas connue) le premier enregistrement de l'œuvre, qui est aussi le premier d'une symphonie de Gustave Mahler[4]. À cause des contraintes dues à un enregistrement acoustique sans microphones et un orchestre réduit, Fried effectua quelques modification dans l'instrumentation, doublant les parties de contrebasse avec les tubas[5].
- Bruno Walter (1957-58), New York Philharmonic, Westminster Choir College, Emilia Cundari, Maureen Forrester. CBS Records Masterworks 1985
- Hermann Scherchen (1958), Wiener Staatsopernorchester, Mimi Coertse, Lucretia West. Westminster, 1959 ; réédition MCA, 1991
- Otto Klemperer (1963), Philharmonia Orchestra and Chorus, Elisabeth Schwarzkopf, Hilde Rössl-Majdan. EMI ; réédition EMI Great Recordings of the Century, 2000
- John Barbirolli (1965), Berliner Philharmoniker, Maria Stader, Janet Baker. Sender Freies Berlin ; réédition Testament, 2004
- Bernard Haitink (1968): Royal Concertgebouw Orchestra, Netherlands Radio Chorus, Elly Ameling, Aafje Heynis, Philips ; réédition Philips Classics, 2002
- Zubin Mehta (1975), Wiener Philharmoniker, Ileana Cotrubas, Christa Ludwig, DECCA "Legends", 2000
- Georg Solti (1980), Orchestre Symphonique de Chicago, Isobel Buchanan, Mira Zakai. DECCA Classics, multiples éditions
- Leonard Bernstein (1987), New York Philharmonic Orchestra, Barbara Hendricks, Christa Ludwig. Deutsche Grammophon, 1990
- Herbert Blomstedt (1994), San Francisco Symphony Orchestra and Chorus, Ruth Ziesak, Charlotte Hellekant, Decca, 1994
- Michael Gielen (1996), Orchestre symphonique de la SWR de Baden-Baden et Fribourg, Cornelia Kallisch, Juliane Banse, EuropaChorAkadamie, Hänssler, 1996
- Claudio Abbado (2003), Lucerne Festival Orchestra, Eteri Gvazava, Anna Larsson. Deutsche Grammophon, 2004
- Pierre Boulez (2005), Wiener Philharmoniker, Christine Schäfer, Michelle DeYoung. Deutsche Grammophon, 2006
- Riccardo Chailly (2011) Royal Concertgebouw Orchestra, Melanie Diener, Petra Lang, Decca, 2011

L'homme d'affaire américain Gilbert Kaplan (en), fasciné par la symphonie, a acquis la partition originale, publié des essais, créé un musée, une fondation et donné des conférences sur le sujet. À l’âge de quarante ans, il a pris des cours de musique et de direction et s’est mis à diriger la symphonie, et est allé jusqu’à acquérir à cet effet une baguette utilisée par Mahler. Il en a donné une édition critique et l’a enregistrée à trois reprises :
- Gilbert Kaplan (1987), London Symphony Orchestra, Benita Valente, Maureen Forrester. Sony Classical, 1987
- Gilbert Kaplan (2002), Wiener Philharmoniker, Latonia Moore, Nadja Michael. Deutsche Grammophon, 2003
- Gilbert Kaplan (2013), Orchestre de chambre de Vienne, Marlis Petersen, Janina Baechle. AVIE, 2013.

## Transcriptions et utilisations
- Un arrangement pour deux pianos a été publié par Hermann Behn en 1895.
- En 1899, Bruno Walter, disciple de Mahler, compose une réduction pour piano à quatre mains de la symphonie.
- Le troisième mouvement de la Sinfonia (1968–1969) de Luciano Berio, s'inspire du troisième mouvement de cette symphonie.

### Source
- (en) Cet article est partiellement ou en totalité issu de l’article de Wikipédia en anglais intitulé « Symphony No. 2 (Mahler) » (voir la liste des auteurs).

- (de) Cet article est partiellement ou en totalité issu de l’article de Wikipédia en allemand intitulé « 2. Sinfonie (Mahler) » (voir la liste des auteurs).